# Assedio di Acerra (216 a.C.)
L'assedio di Acerra fu posto nel 216 a.C. da parte dell'esercito cartaginese di Annibale contro un contingente di alleati dei Romani sulla città di Acerra.

## Assedio
Mentre il condottiero cartaginese Annibale si ritirò da Nola, Marco Claudio Marcello ordinò di chiudere le porte, di disporre corpi di guardia, affinché nessuno uscisse, e, infine, promosse un processo nel foro contro coloro che avevano avuto colloqui segreti con i nemici, facendo decapitare più di settanta condannati per tradimento e ordinò che i loro beni fossero di proprietà dello Stato romano, ritirandosi con l'esercito a Suessula.
Annibale tentò di indurre Acerra ad arrendersi volontariamente, ma dopo che gli abitanti dichiararono la loro fedeltà a Roma, si preparò ad assediarla. Tuttavia, gli Acerrani, perduta ogni speranza di difendere la città e vedendo che gli uomini di Annibale stavano scavando trincee intorno alle mura, fuggirono di notte rifugiandosi nelle città della Campania che erano rimaste fedeli a Roma.